# Шинковщина (Лубенский район)
Шинковщина (укр. Шинківщина) — село,
Березовский сельский совет,
Лубенский район,
Полтавская область,
Украина.
Код КОАТУУ — 5322880306. Население по переписи 2001 года составляло 99 человек.

## Географическое положение
Село Шинковщина находится на расстоянии в 0,5 км от села Тотчино и в 2-х км — село Покровская Богачка.
По селу протекает пересыхающий ручей с запрудой.
Рядом проходит автомобильная дорога М-03.